# Estación de Puertollano-Mercancías
Puertollano-Mercancías, antiguamente denominada La Nava de Puertollano, es una estación de ferrocarril situada en el municipio español de Puertollano, en la provincia de Ciudad Real. Las instalaciones forman parte de la red de Adif y se encuentran dedicadas exclusivamente al tráfico de mercancías.

## Situación ferroviaria
La estación se encuentra en el punto kilométrico 216,97 de la línea de ferrocarril de ancho ibérico Ciudad Real-Badajoz, a 693,17 metros de altitud, situada entre las estaciones de Brazatortas-Veredas y Puertollano. El tramo es de vía única y está electrificado, si bien la electrificación acaba en esta estación.

## Historia
La estación entró en servicio en 1916, formando parte del trazado que unía Ciudad Real con Badajoz. Constituía un apartadero ferroviario destinado a la mina «La Pepita». La Compañía de los Caminos de Hierro de Ciudad Real a Badajoz había sido originalmente la impulsora de la línea Ciudad Real-Badajoz, si bien en 1880 fue absorbida por MZA. En 1941, con la nacionalización de todas las líneas de ancho ibérico, las instalaciones pasaron a integrarse en la recién creada RENFE. Durante muchos años el carbón que extraía la empresa Encasur de sus yacimientos en Puertollano era enviado a la Central térmica de Puente Nuevo, en la provincia de Córdoba. El mineral era cargado y enviado por ferrocarril desde la estación de La Nava de Puertollano, desviándose después por la línea Córdoba-Almorchón.
Desde enero de 2005, con la extinción de RENFE, el ente Adif es el titular de las instalaciones ferroviarias mientras que Renfe Operadora explota la línea.